# Пливање на Летњим олимпијским играма 2012 — 1.500 метара слободно за мушкарце
Пливачка трка на 1.500 метара слободним стилом за мушкарце на Летњим олимпијским играма 2012. у Лондону одржана је 3. августаа (квалификације) и 4. августаа (финале) на базену центра за водене спортове. Учествовало је укупно 31 такмичар из 25 земаља.
Златну медаљу уз нови светски рекорд освојио је Кинез Суен Јанг, што је била његова трећа олимпијска медаља (друго злато) испред Рајана Кокрејна и Усаме Мелулија.

## Освајачи медаља
|           | Резултат    |               | Резултат     |              | Резултат |
|           |             |               |              |              |          |
| Суен Јанг | 14:31,02 СР | Рајан Кокрејн | 14:39,63 РСА | Усама Мелули | 14:40,31 |

## Рекорди
Пре почетка олимпијских игара у овој дисциплини важили су следећи рекорди:
| Светски рекорд    | Сун Јанг    | 14:34,14 | Шангај, Кина | 31. јул 2011.    | [ 1 ] |
| Олимпијски рекорд | Грант Хакет | 14:38,92 | Пекинг, Кина | 15. август 2008. | --    |

Током такмичења постављени су следећи рекорди:
| Датум     | Коло   | Име       | Националност | Резултат | ОР | СР | Дан |
| --------- | ------ | --------- | ------------ | -------- | -- | -- | --- |
| 4. август | Финале | Суен Јанг | Кина         | 14:31,02 | ОР | СР | 8.  |

## Учесници
Укупно 31 пливач из 25 земаља учествовало је у овој пливачкој дисиплини. Од тог броја њих 21 је изборило директан пласман испливавши квалификациону норму од 15:11,83 секунди. Такмичари који су имали време боље од 15:43,74 (њих 9) су накнадно добили позив за учешће на играма. Светска пливачка федерација је доделила једну специјалну позивницу за ову дисциплину.

## Квалификације
У квалификацијама такмичари су подељени у 4 квалификационе групе а наставак такмичења и пласман у финале обезбедило је 8 са најбољим временима. Гранично време за финале било је 14:57,59.
| Пла. | Трка | Стаза | Пливач                   | НОК                       | Резултат | Нап. |
| ---- | ---- | ----- | ------------------------ | ------------------------- | -------- | ---- |
| 1.   | 4    | 4     | Суен Јанг                | Кина                      | 14:43,25 | КВ   |
| 2.   | 4    | 7     | Усама Мелули             | Тунис                     | 14:46,23 | КВ   |
| 3.   | 3    | 4     | Рајан Кокрејн            | Канада                    | 14:49,31 | КВ   |
| 4.   | 2    | 5     | Грегоријо Палтринијери   | Италија                   | 14:50,11 | КВ   |
| 5.   | 2    | 3     | Данијел Фог              | Уједињено Краљевство      | 14:56,12 | КВ   |
| 6.   | 3    | 5     | Парк Те Ван              | Јужна Кореја              | 14:56,89 | КВ   |
| 7.   | 3    | 3     | Конор Џегер              | Сједињене Америчке Државе | 14:57,56 | КВ   |
| 8.   | 2    | 6     | Матеуш Савримович        | Пољска                    | 14:57,59 | КВ   |
| 9.   | 4    | 3     | Ендру Гемел              | Сједињене Америчке Државе | 14:59,05 |      |
| 10.  | 4    | 1     | Сергиј Фролов            | Украјина                  | 14:59,19 |      |
| 11.  | 4    | 6     | Јоб Кјенхуис             | Холандија                 | 15:03,16 |      |
| 12.  | 3    | 7     | Гергељи Ђурта            | Мађарска                  | 15:04,22 |      |
| 13.  | 2    | 2     | Габријеле Дети           | Италија                   | 15:06,22 |      |
| 14.  | 3    | 2     | Дамијен Жоли             | Француска                 | 15:08,50 |      |
| 15.  | 3    | 1     | Даи Ђин                  | Кина                      | 15:13,90 |      |
| 16.  | 3    | 6     | Дејвид Дејвис            | Уједињено Краљевство      | 15:14,77 |      |
| 17.  | 4    | 5     | Пал Јенсен               | Данска                    | 15:18,42 |      |
| 18.  | 4    | 8     | Џерод Порт               | Аустралија                | 15:20,82 |      |
| 19.  | 2    | 4     | Герге Киш                | Мађарска                  | 15:21,74 |      |
| 20.  | 4    | 2     | Антони Паније            | Француска                 | 15:24,08 |      |
| 21.  | 2    | 7     | Херден Херман            | Јужноафричка Република    | 15:25,71 |      |
| 22.  | 1    | 4     | Артуро Перез Верти Ферер | Мексико                   | 15:25,91 |      |
| 23.  | 2    | 8     | Алехандро Гомез          | Венецуела                 | 15:27,38 |      |
| 24.  | 1    | 7     | Јан Мика                 | Чешка                     | 15:29,34 |      |
| 25.  | 1    | 6     | Антон Свејн Маки         | Исланд                    | 15:29,40 |      |
| 26.  | 1    | 5     | Едиз Јилдример           | Турска                    | 15:29,97 |      |
| 27.  | 2    | 1     | Матијас Коски            | Финска                    | 15:34,80 |      |
| 28.  | 1    | 3     | Венцислав Ајдарски       | Бугарска                  | 15:34.86 |      |
| 29.  | 3    | 8     | Хуан Мартин Переира      | Аргентина                 | 15:36.72 |      |
| 30.  | 1    | 2     | Владимир Жихоров         | Белорусија                | 15:48.67 |      |
| 31.  | 1    | 1     | Улалмат Гаган            | Индија                    | 16:31.14 |      |

## Финале
| Пла. | Стаза | Пливач                 | НОК                       | Резултат | Нап. |
| ---- | ----- | ---------------------- | ------------------------- | -------- | ---- |
|      | 4     | Суен Јанг              | Кина                      | 14:31,02 | СР   |
|      | 3     | Рајан Кокрејн          | Канада                    | 14:39,63 | РСА  |
|      | 5     | Усама Мелули           | Тунис                     | 14:40,31 |      |
| 4.   | 7     | Парк Те Ван            | Јужна Кореја              | 14:50,61 |      |
| 5.   | 6     | Грегоријо Палтринијери | Италија                   | 14:51,92 |      |
| 6.   | 1     | Конор Џегер            | Сједињене Америчке Државе | 14:52,99 |      |
| 7.   | 8     | Матеуш Савримович      | Пољска                    | 14:54,32 |      |
| 8.   | 2     | Данијел Фог            | Уједињено Краљевство      | 15:00,76 |      |